# Ducetia ceylanica
Ducetia ceylanica är en insektsart som beskrevs av Brunner von Wattenwyl 1878. Ducetia ceylanica ingår i släktet Ducetia och familjen vårtbitare. Inga underarter finns listade i Catalogue of Life.